# Paralaophonte lacerdai
Paralaophonte lacerdai är en kräftdjursart som beskrevs av Jakobi 1953. Paralaophonte lacerdai ingår i släktet Paralaophonte och familjen Laophontidae. Inga underarter finns listade i Catalogue of Life.